# 2018년 일본 시리즈
2018년 일본 시리즈(일본어: 2018年の日本シリーズ, 영어: 2018 Japan Series) 또는 SMBC 일본 시리즈 2018(SMBC日本シリーズ2018)은 2018년 10월 27일부터 11월 3일까지 열린 제69회 일본 프로 야구 일본 시리즈 경기이다. 퍼시픽 리그 클라이맥스 시리즈 우승팀 후쿠오카 소프트뱅크 호크스가 총 6차례의 접전을 펼친 끝에 센트럴 리그 클라이맥스 시리즈 우승팀 히로시마 도요 카프를 누르고 4승 1무 1패의 성적을 기록, 2년 연속 9번째 우승을 차지했다.

## 개요
2014년부터 5년 연속으로 NPB 파트너인 미쓰이스미토모 은행을 타이틀 스폰서로서 ‘SMBC 일본 시리즈 2018’(SMBC日本シリーズ2018)이라는 이름으로 개최된다. 또한 이 대회는 헤이세이 시대의 마지막 일본 시리즈이다.
센트럴 리그 3연패를 달성한 히로시마 도요 카프는 2016년 이래 2년 만이며, 후쿠오카 소프트뱅크 호크스는 2017년에 이어 2년 연속 일본 시리즈에 출전하게 됐다. 특히 소프트뱅크는 클라이맥스 시리즈에서 퍼시픽 리그 우승 팀인 사이타마 세이부 라이온스를 누르고 구단 역사상 처음이자 정규 시즌 2위 팀으로서의 일본 시리즈 진출을 결정지었다. 리그 우승이 아닌 팀의 일본 시리즈 출장은 2017년의 요코하마 DeNA 베이스타스(당시 DeNA는 정규 시즌 3위였는데 전년도 클라이맥스 시리즈에서 2위 한신과 1위 히로시마에게 잇달아 승리하여 일본 시리즈에 진출)에 이어 2년 연속이며, 퍼시픽 리그에서는 2010년의 지바 롯데 마린스(당시 리그 3위)에 이어 두 번째가 된다. 히로시마와 소프트뱅크의 매치업은 일본 시리즈에서는 처음으로 맞대결이 이뤄졌다.
이 대결에서 소프트뱅크는 센트럴 리그 전체 6개 구단과 일본 시리즈에서 맞대결하게 됐고(전신인 난카이·다이에 시절을 포함) 또한 히로시마를 마지막으로 센트럴 리그 전체 6개 구단이 소프트뱅크 홈구장인 후쿠오카 야후오쿠! 돔에서 개최되는 일본 시리즈에 출전하게 됐다.
연장전의 경우 전년도인 2017년까지 15회로 제한됐지만 2018년부터 정규 시즌과 마찬가지로 12회로 단축된다(8차전 이후에는 종전대로 연장 횟수 무제한). 그리고 2016년·닛폰햄 대 히로시마 이래가 되는 예고 선발을 채택했다.

## 감독
| 소속 리그   | 소속                       | 감독          |
| ----------- | -------------------------- | ------------- |
| 센트럴 리그 | 히로시마 도요 카프         | 오가타 고이치 |
| 퍼시픽 리그 | 후쿠오카 소프트뱅크 호크스 | 구도 기미야스 |

## 클라이맥스 시리즈경기 결과
|  | 클라이맥스 시리즈 1st              | 클라이맥스 시리즈 1st |                                                                          |        | 클라이맥스 시리즈 파이널       | 클라이맥스 시리즈 파이널 |                                        |        | 일본 시리즈 | 일본 시리즈 |
|  |                                    |                       |                                                                          |        |                                |                          |                                        |        |             |             |
|  |                                    |                       |                                                                          |        |                                |                          |                                        |        |             |             |
|  |                                    |                       |                                                                          |        |                                |                          |                                        |        |             |             |
|  |                                    |                       |                                                                          |        |                                |                          |                                        |        |             |             |
|  |                                    |                       | (6전 4선승제〈어드밴티지 1승을 포함〉) MAZDA Zoom-Zoom 스타디움 히로시마 |        |                                |                          |                                        |        |             |             |
|  |                                    |                       |                                                                          |        |                                |                          |                                        |        |             |             |
|  | 히로시마 도요 카프(CL 우승)        | ☆○○○                  |                                                                          |        |                                |                          |                                        |        |             |             |
|  | 히로시마 도요 카프(CL 우승)        | ☆○○○                  | (3전 2선승제) 메이지 진구 야구장                                         |        |                                |                          |                                        |        |             |             |
|  |                                    |                       | 요미우리 자이언츠                                                        | ★●●●   |                                |                          |                                        |        |             |             |
|  | 도쿄 야쿠르트 스왈로스(CL 2위)     | ●●                    | 요미우리 자이언츠                                                        | ★●●●   |                                |                          |                                        |        |             |             |
|  | 도쿄 야쿠르트 스왈로스(CL 2위)     | ●●                    | (7전 4선승제) MAZDA Zoom-Zoom 스타디움 히로시마 후쿠오카 야후오쿠! 돔    |        |                                |                          |                                        |        |             |             |
|  | 요미우리 자이언츠(CL 3위)          | ○○                    |                                                                          |        |                                |                          |                                        |        |             |             |
|  | 요미우리 자이언츠(CL 3위)          | ○○                    |                                                                          |        | 히로시마 도요 카프(CL CS 우승) | △○●●●●                   |                                        |        |             |             |
|  |                                    |                       |                                                                          |        | 히로시마 도요 카프(CL CS 우승) | △○●●●●                   |                                        |        |             |             |
|  |                                    |                       |                                                                          |        |                                |                          | 후쿠오카 소프트뱅크 호크스(PL CS 우승) | △●○○○○ |             |             |
|  |                                    |                       |                                                                          |        |                                |                          | 후쿠오카 소프트뱅크 호크스(PL CS 우승) | △●○○○○ |             |             |
|  |                                    |                       | (6전 4선승제〈어드밴티지 1승을 포함〉) 메트라이프 돔                     |        |                                |                          |                                        |        |             |             |
|  |                                    |                       |                                                                          |        |                                |                          |                                        |        |             |             |
|  | 사이타마 세이부 라이온스(PL 우승)  | ☆●○●●●                |                                                                          |        |                                |                          |                                        |        |             |             |
|  | 사이타마 세이부 라이온스(PL 우승)  | ☆●○●●●                | (3전 2선승제) 후쿠오카 야후오쿠! 돔                                      |        |                                |                          |                                        |        |             |             |
|  |                                    |                       | 후쿠오카 소프트뱅크 호크스                                               | ★○●○○○ |                                |                          |                                        |        |             |             |
|  | 후쿠오카 소프트뱅크 호크스(PL 2위) | ○●○                   | 후쿠오카 소프트뱅크 호크스                                               | ★○●○○○ |                                |                          |                                        |        |             |             |
|  | 후쿠오카 소프트뱅크 호크스(PL 2위) | ○●○                   |                                                                          |        |                                |                          |                                        |        |             |             |
|  | 홋카이도 닛폰햄 파이터스(PL 3위)   | ●○●                   |                                                                          |        |                                |                          |                                        |        |             |             |
|  | 홋카이도 닛폰햄 파이터스(PL 3위)   | ●○●                   |                                                                          |        |                                |                          |                                        |        |             |             |

☆·★=클라이맥스 시리즈·파이널의 어드밴티지 1승 1패분

## 경기 일정
- 1차전 : 10월 27일(MAZDA Zoom-Zoom 스타디움 히로시마)
- 2차전 : 10월 28일(MAZDA Zoom-Zoom 스타디움 히로시마)
- 3차전 : 10월 30일(후쿠오카 야후오쿠! 돔)
- 4차전 : 10월 31일(후쿠오카 야후오쿠! 돔)
- 5차전 : 11월 1일(후쿠오카 야후오쿠! 돔)
- 6차전 : 11월 3일(MAZDA Zoom-Zoom 스타디움 히로시마)

※어느 팀이 4승을 올린 시점에서 일본 시리즈는 종료한다.
※우천 등의 이유로 취소된 경우에는 그 구장에서 순연하는 것으로 하고 아래와 같은 일정으로 실시한다.
1. 1, 2차전에서 취소된 경우에는 그 구장에서 순연으로 하여 이동일을 하루 끼고 3차전을 실시하지만 5차전과 6차전의 사이의 이동일은 넣지 않는다.
2. 3차전 이후에 취소된 경우에는 그 구장에서 순연으로 하고 5차전과 6차전 사이의 이동일은 넣지 않는다.

※만약 7차전에서 승부가 나지 않았을 경우에는 다음날 7차전을 치른 구장에서 8차전을 실시한다. 더 나아가 9차전이 필요한 경우에는 이동일을 하루 끼고 상대팀 구장에서 진행한다.
※퍼시픽 리그의 홈경기(3·4·5차전, 필요할 경우 9차전)에서는 지명 타자 제도를 채택한다.

### 개최 구장
| 히로시마 도요 카프                                       | 후쿠오카 소프트뱅크 호크스 |
| -------------------------------------------------------- | -------------------------- |
| MAZDA Zoom-Zoom 스타디움 히로시마                        | 후쿠오카 야후오쿠! 돔      |
| 수용 인원: 33,000명                                      | 수용 인원: 38,585명        |
|                                                          |                            |
| MAZDA Zoom-Zoom · 스타디움 히로시마후쿠오카 야후오쿠! 돔 |                            |

### 개시 시간
- MAZDA Zoom-Zoom 스타디움 히로시마

1·2·6차전: 18시 30분에 시작.
- 후쿠오카 야후오쿠! 돔

3 ~ 5차전: 18시 30분에 시작.

## 경기 기록
| 일시                                             | 경기   | 원정팀(선공)               | 스코어 | 홈팀(후공)                 | 개최 구장                         | 개시 시각 | 경기 시간  | 관중수   |
| ------------------------------------------------ | ------ | -------------------------- | ------ | -------------------------- | --------------------------------- | --------- | ---------- | -------- |
| 10월 27일(토)                                    | 1차전  | 후쿠오카 소프트뱅크 호크스 | 2 - 2  | 히로시마 도요 카프         | MAZDA Zoom-Zoom 스타디움 히로시마 | 18시 33분 | 4시간 38분 | 30,727명 |
| 10월 28일(일)                                    | 2차전  | 후쿠오카 소프트뱅크 호크스 | 1 - 5  | 히로시마 도요 카프         | MAZDA Zoom-Zoom 스타디움 히로시마 | 18시 34분 | 2시간 55분 | 30,724명 |
| 10월 29일(월)                                    | 이동일 | 이동일                     | 이동일 | 이동일                     | 이동일                            | 이동일    | 이동일     | 이동일   |
| 10월 30일(화)                                    | 3차전  | 히로시마 도요 카프         | 8 - 9  | 후쿠오카 소프트뱅크 호크스 | 후쿠오카 야후오쿠! 돔             | 18시 33분 | 3시간 57분 | 35,746명 |
| 10월 31일(수)                                    | 4차전  | 히로시마 도요 카프         | 1 - 4  | 후쿠오카 소프트뱅크 호크스 | 후쿠오카 야후오쿠! 돔             | 18시 34분 | 3시간 21분 | 35,796명 |
| 11월 1일(목)                                     | 5차전  | 히로시마 도요 카프         | 4 - 5  | 후쿠오카 소프트뱅크 호크스 | 후쿠오카 야후오쿠! 돔             | 18시 33분 | 4시간 25분 | 35,917명 |
| 11월 2일(금)                                     | 이동일 | 이동일                     | 이동일 | 이동일                     | 이동일                            | 이동일    | 이동일     | 이동일   |
| 11월 3일(토)                                     | 6차전  | 후쿠오카 소프트뱅크 호크스 | 2 - 0  | 히로시마 도요 카프         | MAZDA Zoom-Zoom 스타디움 히로시마 | 18시 33분 | 3시간 14분 | 30,723명 |
| 우승: 후쿠오카 소프트뱅크 호크스(2년 연속 9번째) |        |                            |        |                            |                                   |           |            |          |

## 일본 시리즈 경기 결과

### 1차전
- 10월 27일 - MAZDA Zoom-Zoom 스타디움 히로시마(연장 12회)

| 팀                                                                      | 1 | 2 | 3 | 4 | 5 | 6 | 7 | 8 | 9 | 10 | 11 | 12 | R | H | E |
| 소프트뱅크                                                              | 0 | 0 | 0 | 0 | 2 | 0 | 0 | 0 | 0 | 0  | 0  | 0  | 2 | 6 | 1 |
| 히로시마                                                                | 2 | 0 | 0 | 0 | 0 | 0 | 0 | 0 | 0 | 0  | 0  | 0  | 2 | 8 | 1 |
| 승리 투수: 없음 패전 투수: 없음 홈런: 히로시마 – 기쿠치 료스케(1회 1점) |   |   |   |   |   |   |   |   |   |    |    |    |   |   |   |

### 2차전
- 10월 28일 - MAZDA Zoom-Zoom 스타디움 히로시마

| 팀                                                      | 1 | 2 | 3 | 4 | 5 | 6 | 7 | 8 | 9 | R | H  | E |
| 소프트뱅크                                              | 0 | 0 | 0 | 0 | 0 | 0 | 1 | 0 | 0 | 1 | 4  | 1 |
| 히로시마                                                | 1 | 0 | 2 | 0 | 2 | 0 | 0 | 0 | X | 5 | 10 | 1 |
| 승리 투수: 크리스 존슨(1-0) 패전 투수: 릭 반덴허크(0-1) |   |   |   |   |   |   |   |   |   |   |    |   |

### 3차전
- 10월 30일 - 후쿠오카 야후오쿠! 돔

| 팀 | 1 | 2 | 3 | 4 | 5 | 6 | 7 | 8 | 9 | R | H  | E |
| 히로시마 | 0 | 0 | 0 | 0 | 1 | 2 | 0 | 5 | 0 | 8 | 16 | 1 |
| 소프트뱅크 | 0 | 0 | 0 | 2 | 2 | 4 | 1 | 0 | X | 9 | 12 | 0 |
| 승리 투수: 아리엘 미란다(1-0) 패전 투수: 구리 아렌(0-1) 세이브: 모리 유이토(1S) 홈런: 히로시마 – 아베 도모히로(5회 1점, 8회 만루), 스즈키 세이야(6회 1점, 8회 1점) 소프트뱅크 – 알프레도 데스파이그네(6회 3점), 다카야 히로아키(7회 1점) |   |   |   |   |   |   |   |   |   |   |    |   |

### 4차전
- 10월 31일 - 후쿠오카 야후오쿠! 돔

| 팀 | 1 | 2 | 3 | 4 | 5 | 6 | 7 | 8 | 9 | R | H | E |
| 히로시마 | 0 | 0 | 0 | 1 | 0 | 0 | 0 | 0 | 0 | 1 | 4 | 0 |
| 소프트뱅크 | 0 | 0 | 2 | 1 | 0 | 1 | 0 | 0 | X | 4 | 9 | 0 |
| 승리 투수: 히가시하마 나오(1-0) 패전 투수: 노무라 유스케(0-1) 세이브: 모리 유이토(2S) 홈런: 히로시마 – 스즈키 세이야(4회 1점) 소프트뱅크 – 우에바야시 세이지(3회 2점), 알프레도 데스파이그네(4회 1점) |   |   |   |   |   |   |   |   |   |   |   |   |

### 5차전
- 11월 1일 - 후쿠오카 야후오쿠! 돔(연장 10회)

| 팀 | 1 | 2 | 3 | 4 | 5 | 6 | 7 | 8 | 9 | 10 | R | H | E |
| 히로시마 | 0 | 1 | 0 | 0 | 2 | 1 | 0 | 0 | 0 | 0  | 4 | 8 | 0 |
| 소프트뱅크 | 0 | 0 | 0 | 2 | 1 | 0 | 1 | 0 | 0 | 1X | 5 | 9 | 0 |
| 승리 투수: 가지야 렌(1-0) 패전 투수: 나카자키 쇼타(0-1) 홈런: 히로시마 – 마루 요시히로(5회 2점), 아이자와 쓰바사(6회 1점) 소프트뱅크 – 아카시 겐지(7회 1점), 야나기타 유키(10회 1점) |   |   |   |   |   |   |   |   |   |    |   |   |   |

### 6차전
- 11월 3일 - MAZDA Zoom-Zoom 스타디움 히로시마

| 팀 | 1 | 2 | 3 | 4 | 5 | 6 | 7 | 8 | 9 | R | H | E |
| 소프트뱅크 | 0 | 0 | 0 | 1 | 1 | 0 | 0 | 0 | 0 | 2 | 3 | 0 |
| 히로시마 | 0 | 0 | 0 | 0 | 0 | 0 | 0 | 0 | 0 | 0 | 4 | 0 |
| 승리 투수: 릭 반덴허크(1-1) 패전 투수: 크리스 존슨(1-1) 세이브: 모리 유이토(3S) 홈런: 소프트뱅크 – 유리스벨 그라시알(5회 1점) |   |   |   |   |   |   |   |   |   |   |   |   |

## 수상 선수
MVP
- 가이 다쿠야(소프트뱅크)

타율 0.143(14타수 2안타, MVP 중 역대 최저타율)으로 홈런과 타점은 단 한 개도 기록하진 못했지만 수비 면에서는 1952년의 히로타 준(요미우리)과 어깨를 나란히 하는 6연속 도루 저지를 기록했다. 또한 6연속 도루 저지는 1952년의 히로타, 1958년의 후지오 시게루(요미우리)가 기록했던 4연속 도루 저지 기록을 제치고 일본 시리즈 신기록을 수립했다. 더욱이 포수로서의 일본 시리즈 MVP 수상은 2009년의 아베 신노스케(요미우리) 이래 5번째이지만, 야수로서 홈런과 타점을 단 한 개도 기록하지 못했음에도 불구하고 MVP를 수상한 사례는 일본 시리즈 사상 최초이다.
감투상
- 스즈키 세이야(히로시마)

우수 선수상
- 모리 유이토, 야나기타 유키, 나카무라 아키라(이상 소프트뱅크)

## 기록
※출처 :

### 대회 기록
- 1차전 무승부 : 1986년 히로시마 대 세이부 이래 32년 만의 3번째이며 또한 이 세 차례의 1차전 무승부에는 모두 히로시마가 관련돼 있다.[주 3]
- 홈구장 통산 11연승 : 소프트뱅크가 4차전에서 기록. V9 시대의 요미우리가 1970 ~ 73년에 걸쳐 고라쿠엔 구장(당시)에서 기록한 10연승을 제치고 역대 1위를 기록했다. 또한 소프트뱅크는 이튿날인 5차전에서도 승리하며 기록을 12로 늘렸다.
- 센트럴 리그 원정 15연패 : 2013년 일본 시리즈 7차전부터 센트럴 리그는 퍼시픽 리그 원정에서 15연패를 기록 중이다.
- 개인으로서의 시리즈 3차례 도루사 : 히로시마의 다나카 고스케가 기록했는데 1953년 요나미네 가나메(요미우리), 1984년 후쿠모토 유타카(한큐)와 함께 최악의 기록을 세웠다. 다만 요나미네, 후쿠모토는 모두 7경기에서의 기록이기 때문에 6경기에서의 기록으로서는 최악의 기록이다.
- 개인으로서의 시리즈 6연속 도루 저지 : 소프트뱅크의 가이 다쿠야가 기록했는데 1952년의 히로타 준, 1958년의 후지오 시게루(모두 요미우리)에 의한 4연속 저지를 웃도는 일본 시리즈 신기록이다. 한 시즌 일본 시리즈에서의 통산 저지수 6개는 히로타와 타이 기록이다.
- 시리즈 15홀드 : 소프트뱅크가 기록
  - 1차전 : 다케다 쇼타, 이시카와 슈타, 모리 유이토, 가지야 렌, 다카하시 레이
  - 3차전 : 다카하시 레이, 리반 모이넬로, 가야마 신야
  - 4차전 : 리반 모이넬로, 다케다 쇼타, 가야마 신야
  - 5차전 : 다카하시 레이, 모리 유이토
  - 6차전 : 다케다 쇼타, 가야마 신야
- 시리즈 최다 3세이브 : 소프트뱅크의 모리가 기록했고 2009년의 마크 크룬(요미우리) 이래 일본 시리즈에서는 9년 만이자 6번째의 최다 타이 기록이다.
- 패전팀에서의 한 경기 최다 안타 16개 : 히로시마가 3차전에서 기록. 일본 시리즈에서의 동일 팀 한 경기 최다 안타 기록이면서도 16안타에서의 패전은 일본 시리즈 사상 최초이다.
- 팀에서의 한 경기 최다 삼진 13개 : 히로시마가 6차전에서 기록. 2007년 1차전에서의 주니치가 기록한 이후 일본 시리즈 역대 8번째인 최악의 기록이다.

### 주해
1. ↑  1989년에 요미우리 자이언츠(당시에는 라쿠텐이 창단하기 전에 긴테쓰가 있었지만, 긴테쓰가 해체된 후인 2013년에 라쿠텐과도 대전), 1998년에 세이부가 달성한 이래 세 번째 구단이자 퍼시픽 리그에선 두 번째 구단이 달성했다.
2. ↑  대전 내역은 요미우리: 10회, 한신: 3회, 주니치: 2회, 야쿠르트·DeNA·히로시마: 각각 1회
3. ↑  나머지 하나는 1975년 히로시마 대 한큐 브레이브스전이다(한큐 니시노미야 스타디움, 스코어는 3대 3. 연장 11회 종료).

### 출전
1. ↑  「日本シリーズ2018」特別協賛社に株式会社三井住友銀行 - 일본 야구 기구 홈페이지
2. ↑  日本シリーズは12回制に、第8戦以降は無制限 - 닛칸 스포츠, 2018년 1월 23일
3. ↑  甲斐キャノン史上初０打点ＭＶＰ！広島の足全6刺し - 닛칸 스포츠, 2018년 11월 4일자
4. ↑  SMBC日本シリーズ2018 主な記録 - 일본 야구 기구 홈페이지

## 같이 보기
- 2018년 퍼시픽 리그 클라이맥스 시리즈
- 2018년 센트럴 리그 클라이맥스 시리즈